# الحزب التعاوني الاشتراكي (سوريا)
الحزب التعاوني الاشتراكي هو حزب سياسي سوري أسسه فيصل حكمت العسلي، خلال عهد الجمهورية السورية الأولى، وكان دائم التحالف مع جناح شكري القوتلي في الحزب الوطني السوري وحزب البعث العربي الاشتراكي. استطاع تحقيق مقعدان في انتخابات 1954 وتشكيل كتلة واحدة مع عدد من المستقلين. شارك في الحكومات اللاحقة، ومن بينها حكومة إقرار الوحدة مع مصر تحت اسم الجمهورية العربية المتحدة.